# Георгиј Федотов
Георгиј Петрович Федотов (рус. Гео́ргий Петро́вич Федо́тов; Саратов, 1 (13.) октобар 1886 –  Њујорк, 1. септембар 1951) је био руски верски филозоф, историчар, есејиста, аутор многих књига о православној култури, којег неки сматрају оснивачем руске „теолошке културологије“.
Федотов је 1925. године напустио Совјетску Русију и преселио се у Француску, а затим је 1939. емигрирао у Сједињене Државе где је предавао у Православној Богословији Светог Владимира у Њујорку и наставио да објављује књиге све до своје смрти 1951.
Био је Гугенхајмов стипендиста академске 1946–1947.

## Дела
- Святой Филипп митрополит Московский. — Paris: Ymca-press, 1928. — 224 с.
- Святые древней Руси (X—XVII ст.) — Paris: Ymca press, 1931. — 260 с.
- The Russian Religious Mind, New York, Harper & Brother, 1946
- A Treasury of Russian Spirituality, [comp.& ed.], London, Sheed & Ward, 1950
- St. Filipp, Metropolitan of Moscow : encounter with Ivan the Terrible, Belmont, Mass. : Nordland Pub. Co. 1978